# Чувалкипово
Чувалкипово (баш. Сыуалкип) — село в Чишминском районе Республики Башкортостан Российской Федерации. Административный центр Чувалкиповского сельсовета.

## География

### Географическое положение
Расстояние до:
- районного центра (Чишмы): 38 км,
- ближайшей ж/д станции (Шингак-Куль): 15 км.

## История
В «Списке населенных мест по сведениям 1870 года», изданном в 1877 году, населённый пункт упомянут как деревня Чувалкипова 1-го стана Уфимского уезда Уфимской губернии. Располагалась при речке Чувалкипка, по правую сторону почтового тракта из Уфы в Оренбург до правого берега реки Дёма, в 60 верстах от уездного и губернского города Уфа и в 18 верстах от становой квартиры в деревне Берсюванбаш. В деревне в 155 дворах жили 837 человек (430 мужчин и 407 женщин, мишари, тептяри), действовали мечеть и училище. Жители занимались пчеловодством, плетением лаптей и деланием валенок.

## Население
| 2002 | 2009 | 2010 |
| ---- | ---- | ---- |
| 538  | ↘515 | ↘451 |

### Национальный состав
Согласно переписи 2002 года, преобладающая национальность — татары (90 %).